# Pascoalito
Uruguaio de Rivera, Pascoalito foi Campeão Gaúcho de 1937 pelo Grêmio Santanense e Campeão Gaúcho de 1925 pelo Bagé, e artilheiro da competição naquele ano. Era considerado, inclusive pelos jogadores daquela equipe, o grande nome do time e um dos maiores atletas do futebol bajeense em todos os tempos.